# Korneliusz (Jakobs)
Korneliusz, imię świeckie Wiaczesław Wasiljewicz Jakobs (ur. 19 czerwca 1924 w Tallinnie, zm. 19 kwietnia 2018) – estoński i rosyjski biskup prawosławny, zwierzchnik samorządnego Estońskiego Kościoła Prawosławnego od nadania mu autonomii w 1993 r. do śmierci.

## Życiorys
Był synem Wasilija Jakobsa, szlachcica i wojskowego, pułkownika Białej Armii, który emigrował do Estonii po klęsce białej armii gen. Nikołaja Judenicza. Matka przyszłego hierarchy, Tatiana Leonidowna Jepinatjewa, pochodziła z kupieckiej rosyjskiej rodziny z Tallinna. Został ochrzczony w cerkwi św. Mikołaja w Tallinnie. Edukację zdobył w rosyjskiej szkole w Tallinnie przy cerkwi Narodzenia Matki Bożej (Kazańskiej Ikony Matki Bożej), zaangażował się wówczas w życie miejscowej parafii jako lektor, psalmista i dzwonnik. Był również hipodiakonem arcybiskupa narewskiego Pawła. W 1943 ukończył gimnazjum. W 1945 razem z arcybiskupem tallińskim i całej Estonii Pawłem uczestniczył w Soborze Lokalnym Rosyjskiego Kościoła Prawosławnego.
15 lipca 1945 ożenił się z Tatianą Sołowjewą. W małżeństwie tym przyszły na świat dwie córki. 19 sierpnia tego samego roku arcybiskup talliński i całej Estonii Paweł wyświęcił go na diakona. Służył w cerkwi Narodzenia Matki Bożej w Tallinnie. 8 lutego 1948 nowy arcybiskup talliński Izydor udzielił mu święceń kapłańskich, kierując równocześnie do parafii św. Marii Magdaleny w Haapsalu. W 1951 ks. Wiaczesław Jakobs zaocznie ukończył seminarium duchowne w Leningradzie i został przeniesiony do eparchii wołogodzkiej, gdzie służył do 1957.
27 lutego 1957 został aresztowany i oskarżony o antyradziecką agitację. Podstawą do aresztowania było przechowywanie przez duchownego książek o treści religijnej oraz prowadzenie rozmów o wierze. 16 maja 1957 sąd obwodowy w Wołogdzie skazał go na 10 lat łagru. Karę odbywał w obozach w Mordowii (Dubrawłag). Ostatecznie 12 września 1960 Sąd Najwyższy skrócił wyrok do pięciu lat; w tym samym miesiącu duchowny został zwolniony. W listopadzie 1960 wrócił do Estońskiej SRR i został proboszczem parafii św. Jana Chrzciciela w Tallinnie–Nõmme. W 1988 został formalnie zrehabilitowany od postawionych mu zarzutów karnych.
W 1974 zmarła jego żona.
20 czerwca 1990 otrzymał nominację na biskupa tallińskiego, wikariusza eparchii moskiewskiej. W związku z tym 21 sierpnia tego samego roku złożył wieczyste śluby mnisze w Monasterze Pskowsko-Pieczerskim przed jego namiestnikiem archimandrytą Pawłem. 6 września 1990 otrzymał godność archimandryty. Jego chirotonia biskupa odbyła się 15 września 1990 w soborze św. Aleksandra Newskiego w Tallinnie z udziałem patriarchy moskiewskiego i całej Rusi Aleksego II, metropolity Helsinek Tichona (Fiński Kościół Prawosławny), biskupa tambowskiego i miczurińskiego Eugeniusza, biskupa podolskiego Wiktora oraz biskupa nowogrodzkiego i staroruskiego Lwa. Biskupem ordynariuszem Tallinna i całej Estonii został po otrzymaniu przez Estoński Kościół Prawosławny statusu Cerkwi autonomicznej. Od 1995 nosił tytuł arcybiskupa, zaś od 6 listopada 2000 – metropolity. Zmarł w 2018 r. i został pochowany na cmentarzu św. Aleksandra Newskiego w Tallinnie.
Autor autobiografii O mojem puti.